# Богдан Заславський
Богдан Заславський (*бл. 1465 — бл. 1530) — державний та військовий діяч Великого князівства Литовського. Не слід плутати з русинським (українським) князем Богданом Заславським з Волині.

## Життєпис
Походив з литовського князівського роду Заславських. Третій син Івана Заславського, воєводи мінського і вітебського, та Олени Четвертинської. Народився близько 1465 року. Здобув домашню класичну як для того часу освіту.
1486 році стає королівським дворянином у почті короля Польського та великого князя Литовського Казимира IV. Зберіг цю посаду за наступника останнього — Олександра Ягеллончика. У 1494 році за дорученням в Мідниках зустрів посольство великого князя, яке прибуло з Оленою, нареченою Олександра Ягеллончика. Потім супроводжував його до Вільно.
У 1494 та 1495 роках отримував привілеї на маєтності в Червоносільському повіті. 1499 року призначено намісником Мінським. Обіймав цю посаду до самої смерті. У 1508 році отримав від великого князя і короля Сигізмунда I привілеї на маєтності Прилуки і Лошиця.
У 1507—1508 роках керував обороною воєводства і самого Мінська під час війни з великим князівством Московським. У 1513 році знову підготував оборону Мінського намісництва під час чергової війни з Москвою. У 1519 році відбив наступ ворожого війська.
У 1526 році отримав маєтності в Мінському повіті. У 1528 році за «пописом» повинен був виставити 14 вершників і 2 корогви. Помер близько 1530 року.

## Родина
Дружина — Горпина, донька Івана Ходкевича, київського воєводи.
Діти:
- Марія (бл. 1495—1559), дружина 1) князя Василя Юрійовича Друцького-Толочинського, старости гомельського і оршанського 2) Івана Горностая, воєводи новогрудського
- Анна (бл. 1500—1542), дружина князя Януша Друцького-Любецького
- Феодора (бл. 1510—1560), 1) Семена Подберезького, державця керновського; 2) князя Андрія Семеновича Одинцевича
- Томіла (бл. 1515—1560), дружина князя Григорія Друцького-Горського